# Internaute
Pour le site web du même nom, voir Linternaute.com.
Pour la bande dessinée de Christian Binet, voir Les Bidochon internautes.
Un internaute est un utilisateur du réseau Internet.
Le terme internaute est de forme métaphorique, construit à partir du nom Internet et du suffixe -naute.
Il désigne donc une personne qui utilise un navigateur Web pour visiter des sites web et, par extension, toute personne employant une application informatique permettant d'obtenir sur Internet des informations, ou de l'interactivité avec d'autres personnes : courrier électronique, chat, transfert de fichiers par FTP ou pair-à-pair, forums de discussions sur Usenet, etc.
Un mobinaute est un utilisateur d’Internet sur téléphone mobile.

## L'impact sociologique
La notion d’internaute a une certaine connotation dynamique par rapport à l'utilisation de médias considérés comme plus passifs, par opposition par exemple au téléspectateur.
Des analyses sociologiques sur les types d'internautes, et la façon dont ils utilisent Internet tendent à se multiplier. On parle notamment, au sujet de ces pratiques, de « culture Internet » ou cyberculture. Des débats se déroulent sur leurs points jugés positifs et négatifs pour les individus et la société.

## Nombre et localisation des internautes
Le nombre d'internautes évolue rapidement 
- En 2003 ; 800 millions, l'Asie (256 millions) précédant de peu l'Europe (224 millions) et l'Amérique du Nord (223 millions). Le nombre de connectés était d'environ 1,1 milliard selon 'Jupiter Research, cité par le Journal du net.
- Fin 2007, les utilisateurs d'internet seraient 1.319 milliard (Afrique 44 millions, Asie 510, Europe 348, Moyen-Orient 33, Amérique du Nord 238, Amérique latine 126, Océanie et Australie 19).
- Fin 2008, le nombre d'internautes est estimé, selon les sources, entre 1[1] et 1,5 milliard[2],[3]. L'Asie (416 à 650 millions) précède l'Europe (282 à 390 millions) et l'Amérique du Nord (185 à 246 millions). La France dénombre 31,5 à 34 millions d'internautes (selon les sources) et 63 % des foyers connectés en 2008[4],[5] La France serait en 2008 le 6e pays en nombre d'internautes loin derrière la Chine et les États-Unis (respectivement 180 millions et 163) puis le Japon (60 millions), l'Allemagne (37), le Royaume-Uni (36,7), devant l'Inde qui est pourtant le pays le plus peuplé après la Chine, et devant la Russie et le Brésil.
- En 2009, on estime que la planète comptait environ 1,6 milliard d’internautes (avec environ 422 millions de foyers connectés, soit 1 foyer sur 5 fin 2009)[5].
- En 2011, l’UIT annonce que le nombre d’internautes a dépassé les 2 milliards en 2010[6]. En comparaison, des projections indiquaient qu’en 2011, 22 % de la population mondiale (1,5 milliard d’internautes) pourrait être connectée, soit 36 % de plus qu’en 2006[7]. Cette étude indiquait par ailleurs que 4 pays (Brésil, la Russie, Inde et Chine devraient le plus progresser), alors que le Canada, le Japon, les États-Unis et l’Europe occidentale devraient se stabiliser.
- En 2018, le monde compte quelque 3,66 milliards d’internautes[8].

Prospective
- Selon l'institut eMarketer (en), au rythme estimé par les prospectivistes, le monde devrait compter 4,13 milliards d'internautes en 2021 soit 53,6 % de la population mondiale[8].

Il est généralement considéré que le pourcentage d'internautes par rapport à la population est un critère, indicateur ou indice de développement économique. On parle de fracture numérique à propos des fortes disparités liées aux zones géographiques ou catégories socio-économiques.

## La contribution des internautes (web 2.0): un nouveau paradigme
Dans un livre blanc publié en octobre 2007, le Cigref affirme que l'évolution des rapports à l'information que l'on voit apparaître avec le web 2.0 correspond à un nouveau paradigme. C'est une tendance qui comprend, outre son volet technique, un volet social (voire sociétal), ce dernier étant prépondérant. Ce volet social correspond à une démocratisation du Net, notamment par la prise en compte des communautés et réseaux sociaux et par la promotion de la contribution des internautes.

## Personnalité de l'année selon Time Magazine
Le 18 décembre 2006, Time Magazine a choisi les internautes comme personnalité de l'année 2006. Depuis sa création en 1926, c'est la huitième fois que la personnalité de l'année n'est pas un grand homme mais un groupe de personnes. Le magazine américain a souhaité ainsi rendre hommage à la multitude d'internautes anonymes qui a pris le contrôle de l'information sur le Web grâce aux applications Web 2.0.